# Silvio Pellegrini
Silvio Pellegrini  (* 16. Dezember 1900 in Livorno; † 28. November 1972 in Pisa) war ein italienischer Romanist und Mediävist.

## Leben und Werk
Pellegrini war von 1926 bis 1939 Lektor für Italienisch an der Universität Heidelberg. Von 1939 bis 1971 lehrte er Romanische Philologie an der Universität Pisa (1948–1949 auch in Bologna). Er erforschte romanische Literaturen in der Französistik, Provenzalistik, Lusitanistik, Hispanistik und Italianistik. 1954 war er Gründungsherausgeber der Zeitschrift Studi mediolatini e volgari.

## Schriften

### Sammelschriften
- Saggi di filologia italiana (= Biblioteca di filologia romanza. 6, ZDB-ID 421660-X). Adriatica, Bari 1962.
- Studi rolandiani e trobadorici (= Biblioteca di filologia romanza. 8). Adriatica, Bari 1964.
- Muffe vecchie e nuove (= Biblioteca dell’Ussero. 23). Giardini, Pisa 1965.
- Varietà romanze (= Biblioteca di filologia romanza. 28). Herausgegeben von Giuseppe Edoardo Sansone. Adriatica, Bari 1977.

### Portugiesisch und Spanisch
- als Herausgeber: Auswahl altportugiesischer Lieder (= Sammlung romanischer Übungstexte. 14, ZDB-ID 503717-7). Niemeyer, Halle an der Saale 1928.
- als Herausgeber: Luís de Camões: I Lusiadi (= I grandi scrittori stranieri. 46, ZDB-ID 1496024-2). Unione Tipografico-Editrice Torinese, Turin 1934–XII, (zahlreiche Auflagen).
- Studi su trove e su trovatori della prima lirica ispano-portoghese. Gambino, Turin 1937, (2a. edizione, riveduto e aumentato. (= Biblioteca di filologia romanza. 3). Adriatica, Bari 1959).
- Repertorio bibliografico della prima lirica portoghese (= Istituto di Filologia Romanza dell’Università di Roma. Testi e manuali. 15, ZDB-ID 404888-X). Società tipografica Modenese, Modena 1939.
- als Herausgeber und Übersetzer: Juan Ramón Jiménez: Platero e io. Elegia andalusa (1907–1916). Ausonia, Siena 1949.
- als Herausgeber: Miguel de Cervantes Saavedra: El celoso estremeno. El viejo celoso. La guarda cuidadosa (= Studi e testi. 3, ZDB-ID 1047199-6). Goliardica, Pisa 1950.

### Altfranzösisch und Altprovenzalisch
- Il “pianto„ anonimo provenzale per Roberto d’Angiò. Edizione Chiantore, Turin 1934.
- als Herausgeber: Turoldo: La canzone di Rolando. Unione Tipografico-Editrice Torinese, Turin 1953, (zahlreiche Auflagen).

### Italien
- Appunti di storia letteraria e civile italiana. Gambino, Turin 1937.
- Introduzione storica alla toponomastica ladino-veneta della Valle del Biois, Belluno. Goliardico, Pisa 1957.